# Carlo Zanovello
Carlo Zanovello (1947) es un botánico, y taxónomo italiano especializado en la taxonomía de la familia Cactaceae, con énfasis en Thelocactus, y Turbinicarpus, entre otros.

## Biografía
Es licenciado en física en Padua, cofundador de AIAS y coeditor de "Piante Grasse" durante cinco años.

## Algunas publicaciones
- davide Donati, carlo Zanovello. 2011. Echinocactus. Ed. The Cactus Trentino Sudtirol Soc. 88 p. síntesis en línea

- 2005. Knowing Understanding and Growing Turbinicarpus-Rapicactus. A trip across the mexican states of Coahuila, Guanajuato, Hidalgo, Nuevo Leon, Queretaro... Tradujo A. Delladdio. Ed. Cactus Trentino Südtirol, 256 p. ISBN 8890139110, ISBN 9788890139116

- alessandro Mosco, c. Zanovello. 2003. Die Ontogenie der Dornen in der Gattung Turbinicarpus (Backeberg) Buxbaum and Backeberg. Kakteen und andere Sukkulenten 54: 300-309

- 2002. An introduction to the genus Thelocactus. Cactus & Co. 6 (3): 144–171.

- 2000. A phenetic analysis of the genus Thelocactus. Bradleya 18: 45–70.

- La abreviatura «Zanov.» se emplea para indicar a Carlo Zanovello como autoridad en la descripción y clasificación científica de los vegetales.[4]